# Hafnium(IV)-chlorid
Hafnium(IV)-chlorid ist eine anorganische chemische Verbindung des Hafniums aus der Gruppe der Chloride.

## Gewinnung und Darstellung
Hafnium(IV)-chlorid kann durch Chlorierung von Hafnium mit Chlor bei 320 °C gewonnen werden.
{\displaystyle \mathrm {Hf+2\ Cl_{2}\longrightarrow HfCl_{4}} }
Es kann auch durch Reaktion Hafnium(II)-hydrid mit Chlorwasserstoff gewonnen werden.
{\displaystyle \mathrm {HfH_{2}+4\ HCl\longrightarrow HfCl_{4}+3\ H_{2}} }
Eine weitere Möglichkeit ist die Darstellung durch Umsetzung des Oxides mit gasförmigem Kohlenstofftetrachlorid (in einem Stickstoffstrom) bei 450 °C bis 500 °C:
{\displaystyle {\ce {HfO2 + 2 CCl4 -> HfCl4 + 2 COCl2}}}

## Eigenschaften
Hafnium(IV)-chlorid ist ein hygroskopisches weißes kristallines Pulver, das an feuchter Luft Salzsäurenebel bildet und durch Wasser lebhaft zersetzt wird, wobei das Hafniumoxidchlorid entsteht.
{\displaystyle \mathrm {HfCl_{4}+H_{2}O\longrightarrow HfOCl_{2}+2\ HCl} }
Es sublimiert bei 315 °C und schmilzt unter Druck bei 432 °C. Die Kristallstruktur der Verbindung ist monoklin mit der Raumgruppe P2/c (Raumgruppen-Nr. 13) und besteht aus leicht verzerrten HfCl6-Oktaedern welche erweiterte cis-verbundene HfCl2Cl4/2-Ketten bilden.

## Verwendung
Hafnium(IV)-chlorid wird als Ausgangsverbindung für die Chemische Gasphasenabscheidung von Hafniumcarbid verwendet.